# Rhynchina striga
Rhynchina striga là một loài bướm đêm trong họ Erebidae.